# الأكاديمية العربية للعلوم الإدارية والمالية والمصرفية
الأكاديمية العربية للعلوم الإدارية والمالية والمصرفية هي مؤسسة عربية مشتركة، غير هادفة لتحقيق الربح من أعمالها، تؤول حقوق ملكيتها الصافية إلى الأمانة العامة لجامعة الدول العربية وتتمتع بالصفة الدبلوماسية الكاملة والاستقلال المالي والإداري. وتعتبر الوحيدة في الوطن العربي التي لديها أنشطة متكاملة (التعليم، التدريب، البحث، الاستشارات، والاعتماد الدولي للماليين والمصرفيين). تأسست الأكاديمية في الأردن عام 1988، وقامت بتطوير نفسها.
قامت الأكاديمية بفتح برامج دراسات عليا على مستوى الماجستير والدكتوراه إضافة إلى البكالوريوس.

## فروع الأكاديمية
يوجد فروع للأكاديمية في (القاهرة، دمشق، صنعاء وعدن) أما بالنسبة للفرع في عمان الأردن فقد تم إغلاقه وكان قد أوضح السبب على تعيين مجلس الأمناء، وبعد ذلك تم إغلاق الأكاديمية بفرعها الموجود في الأردن.

## وصلات خارجية
- موقع الجامعة الرسمي